# Menachem Falek
Menachem M. Falek (în ebraică מנחם פאלק; n. 17 februarie 1951, Bistrița, România) este un poet, scriitor și traducător israelian, originar din România. A emigrat în Israel în 1964 și a devenit cunoscut ca scriitor de limbă ebraică.

## Biografie

### Origini și cariera profesională
S-a născut în anul 1951 în orașul Bistrița din România, într-o familie de etnie evreiască, și a purtat inițial prenumele Menachem-Mordechai. Menachem era numele bunicului său, care a murit când tatăl lui avea vârsta de 7 ani, iar Mordechai era numele unuia dintre frații tatălui său, care a murit în Holocaust. Orașul Bistrița găzduia în acea vreme o comunitate semnificativă de evrei, care se reunea de sărbătorile importante la Sinagogă. Micul Menachem s-a confruntat aici pentru prima oară cu atitudinile antisemite.
Familia Falek a emigrat în Israel în 1964, atunci când Menachem avea vârsta de doar 13 ani. Funcționarul de la imigrări l-a înregistrat cu prenumele Menachem, ignorând cel de-al doilea prenume (Mordechai). A absolvit studii de literatură ebraică și filozofie la Universitatea Ben-Gurion din Beer Șeva, obținând licența de profesor. S-a mutat apoi la Ierusalim, unde a lucrat ca producător de publicitate la Centrul de Informații și apoi ca funcționar în cadrul Ministerului Educației, conducând o serie de unități, inclusiv Departamentul de Publicații.
A revenit în orașul natal în august 2016, după mai mult de o jumătate de secol, cu ocazia lansării volumului de poezii Voci din camera răcoroasă, prima sa carte tradusă în limba română, care conține și fragmente de gânduri despre rădăcinile sale bistrițene. Cu acel prilej, scriitorul a vizitat Biblioteca Județeană „George Coșbuc” (unde a avut loc lansarea volumului) și Sinagoga.
Locuiește în Mevaseret Zion, o suburbie a Ierusalimului. Este căsătorit și are doi fii și trei nepoți.

### Activitatea literară
A debutat ca poet în anul 1990 cu volumul קמטים („Riduri”) și a început de-atunci o carieră literară. A publicat peste de 20 de cărți originale în limba ebraică, cuprinzând poezii, proză și povești pentru copii, printre care se numără Șapte zile de furie (2005), Fermoare de toamnă (2006), Odisea lui Pegasus (2007), Clovn pe ulițele inimii (2011) și Voci din camera răcoroasă (2016) ș.a. S-a remarcat, de asemenea, începând din anul 2007, ca traducător de poezie: a tradus mai mult de 10 cărți din limba română în limba ebraică (Adrian Suciu, Marius Chelaru, Lucian Vasilescu, Ion Cocora, Áron Gáal, Veronica Balaj etc.) și din limba ebraică în limba română (Dan Pagis, Itamar Yaoz‑Kest, Aviv Ekrony etc.) și a realizat cinci antologii bilingve de versuri. Cu toate că preferă să traducă din limba română în ebraică, s-a implicat și în popularizarea poeților israelieni contemporani în România, alcătuind antologii de poezia contemporană israeliană în limba română.
Potrivit propriilor mărturisiri, poezia sa tratează teme sociale, familiale și cu specific local (cum ar fi, de exemplu, despre orașul Ierusalim). Falek a afirmat că el scrie poezie ca „artă pentru artă” și că vrea să-și exprime „doar propriile mele adevăruri, inspirate de sau preluate din existența zilnică, apropiată mie, ceva care atinge coardele psihologice, sensibile ale oricărei ființe omenești”, iar nu să se transforme într-un poet militant, care să exprime idealismul altora. Cu toate că se consideră israelian și simte că limba sa instinctivă este limba ebraică, el recunoaște că, la fel ca mulți israelieni, are rădăcini duble: evreiești și românești și că, odată cu trecerea timpului, influența românească devine tot mai puternică. „Mă simt israelian, totuși, în ultimii 10 ani (poate mai mulți) mă simt tot mai apropiat de rădăcinile vechi, românești. Consider un noroc faptul că am rădăcini și în România, și în Israel. Astfel încît, și din perspectiva patriotismului, simt legătura dublă despre care vorbeam mai sus, sînt mîndru de legăturile mele duble și, în același timp, complicate. [...] Și cu cît mă apropii mai mult de copilărie și de poetica specifică limbii române, cu care am, așa cum spuneam, o relație specială, cu atît îmi doresc ca această apropiere să crească, iar prin asta să descopăr și mai mult.”, afirma Falek într-un interviu din anul 2017.
Poeziile, povestirile și traducerile lui Menachem M. Falek au fost publicate în zeci de ziare, reviste culturale și antologii din Israel și din alte țări. Falek a mai publicat recenzii literare, precum și interviuri cu scriitori. Scrierile sale proprii au fost traduse în mai multe limbi: română, engleză, maghiară, rusă, ucraineană, dar și albaneză, turcă, portugheză și spaniolă.

### Afilieri literare
Falek a fost vicepreședinte al Asociației Scriitorilor Ebraici din Israel pe parcursul a trei mandate și a îndeplinit, în paralel, funcțiile de președinte al filialei Ierusalim a acestei asociații, președinte al comitetului de admitere (2006–2013) și membru al comitetului executiv începând din 2005. A editat reviste literare, antologii și cărți de poezie și a moderat programe literare publice cu participarea a numeroși scriitori. A fost producător, în numele Asociației Scriitorilor Ebraici, al Lexiconului scriitorilor ebraici din prezent (לקסיקון הסופרים העברים בהווה) în 2006 și membru al comitetului editorial al Lexiconului istoric al scriitorilor evrei (הלקסיקון ההיסטורי) în 2010.
A fost membru al consiliului editorial al Universității Bar Ilan, membru al consiliului editorial al revistei literare Psifas, membru al consiliului editorial al revistei Moznaim, președinte al consiliului de administrație al revistei Mosaic (פסיפס) în perioada 2014–2016 și a participat la peste 20 de conferințe, majoritatea internaționale. A organizat un minifestival „Pandemic Victory Poetry 3” împreună cu ICR și Asociația Scriitorilor (12 poeți), pe Zoom, în august 2020. Publică săptămânal o pagină de traducere ebraico-română pe Facebook.

## Opera literară
- קמטים („Riduri”), poezii, 1990, 56 p.
- קומתיים („Două povești”), 1992, 76 p.
- קסמים („Magie”), poezii, 1994, 76 p.
- קולבים („Umerașe”), poezii, 1995, 71 p.
- סכין מרוחה בדבש („Cuțit uns cu miere”), poezii, 1997, 70 p.
- אהבה בפריזמה („Dragoste într-o prismă”), gânduri, 1997, 62 p.
- אונקייה של רגש („O uncie de emoție”), poezii, 1999, 48 p.
- על שמנים ומחשבים („Despre uleiuri și calculatoare”), gânduri și povești, 1999, 64 p.
- בין אבני הנפש („Printre pietrele sufletului”), poezii, 2000, 95 p.
- משקעים של קפה („Zaț de cafea”), poezii, 2001, ediția a II-a, 2005, 96 p.
- שבעה ימים של זעם („Șapte zile de furie”), poezii, editurile Zur-Ott și Or Shalem, Ierusalim, 2005, 96 p.
- רוכסנים של סתיו („Fermoare de toamnă”), poezii, Editura Zur-Ott, Ierusalim, 2006, 112 p.
- מסעותיו של פגסוס („Odiseea lui Pegas”), Editura Zur-Ott, Ierusalim, 2007, 119 p.
- מרקם גלימתו של דרקולה („Textura pelerinei lui Dracula”), poezii, povestiri, eseuri, 2007, 60 p.
- הציידים החדשים – עשרה סיפורי פרוזאק („Noii vânători – zece povești despre Prozac”), 2008, 127 p.
- המיתוס של טירת מאו („Mitul Castelului lui Mao”), ediția a IV-a extinsă, bilingvă ebraică-engleză, inclusiv o poezie și traducerea acesteia în 50 de limbi, Editura Zur-Ott, Ierusalim, 2014, (140 + 46 p.)
- ליצן בסמטאות הלב („Clovn pe ulițele inimii”), poezii, Editura Zur-Ott, Ierusalim, 2011, 271 p.
- לפי-עטלפי וחברים („Lafi-Atalfi și prietenii”), poveste pentru copii, Editura Zur-Ott, Ierusalim, 2012, 32 p.
- לפי- עטלפי, אבא או אמא („După Atalfi, Tată sau Mamă”), poveste pentru copii, Editura Zur-Ott, Ierusalim, 2015, 32 p.
- סתיו פרום וחושפני („Balul de toamnă”), Editura Zur-Ott, Ierusalim, 2015, 702 p.
- קולות מן החדר האחר („Voci din camera răcoroasă”), poezii, Editura Eked, Tel Aviv, februarie 2016, 174 p.
- קצב של מילים („Măcelar de cuvinte”), poezii, Editura Eked, Tel Aviv, februarie 2018, 300 p.
- שפת אב שפת אם („Limba maternă”), poezii, Editura Midda, 2021, 106 p.

### Cărțile sale în alte limbi
- אנשים מפוחלצים (Oameni împăiați: poeme 1973–2010), poezii, ediție bilingvă ebraică-română, traducere de Menachem Falek, Jeanette Carp, Victoria Milescu și Mihaela Albu, editurile „Amon” din Ungaria și Zur-Ott din Israel, 2010, 120 p.
- מגדלים („Turnuri”), poezii, ediție bilingvă rusă-ebraică, traducere de Vicky Nathan (Natalie Vysotsky), editurile „Amon” din Ungaria și Zur-Ott din Israel, 2010, 122 p.
- Jerusalove: selected poems 1973–2011, ed. a IV-a bilingvă ebraică-engleză extinsă, Editura Zur-Ott, Ierusalim, 2011, 116 p.
- אנשים מפוחלצים („Oameni împăiați: poeme 1973–2010”), poezii, ediție bilingvă ucraineană-ebraică, traducere de Anatol Vieru, Editura Zur-Ott, Ierusalim, 2011, 118 p.
- מעגל השמש (Napforduló: válogatott versek, „Cercul Soarelui”), poezii, ediție bilingvă ebraico-maghiară, traducere de Áron Gáal, Editura „Amon”, Ungaria, 2011, 134 p.
- לילי-ליליאק (Lili-Liliac), ediția românească a cărții Lafi-Atalfi și prietenii, poveste pentru copii, traducere de Veronica Balaj, Editura Timișoara, România, 2012, 32 p.
- ליצן בסמטאות הלב (Clovn pe ulițele inimii), o selecție de poezii din cartea Clovn pe ulițele inimii, Editura Timpul, Iași, 2014, 96 p.
- שורשים (Rădăcini: poeme 1973–2011), poezii alese din cărțile traduse în limba română Oameni împăiați și Clovn pe ulițele inimii, Editura Zur-Ott, Ierusalim, 2014, 48 p.
- קולות מן החדר הצונן (Voci din camera răcoroasă: poeme), traducere în limba română, Editura George Coșbuc, Bistrița, România, 2015, 126 p.
- קצב של מילים (Măcelar de cuvinte), traducere în limba română, Editura Detectiv literar, București, 2018, 160 p.
- שירים („Poeme”), traducere în limba hindi de Poonam Mishra, Editura Rubric, India, 2020, ISBN: 9788194182658, 96 p.
- קצב של מילים („Măcelar de cuvinte”), traducere în limba spaniolă de Luisa Futoransky și Marta Teitelbaum, Editura Grinta, Cluj-Napoca, 2020, 100 p.
- קצב של מילים („Măcelar de cuvinte”), traducere în limba franceză de Liliana Anna, Editura Grinta, Cluj-Napoca, 2020, 90 p.
- קצב של מילים („Măcelar de cuvinte”), traducere în limba arabă de Moin Shelvia, Editura Grinta, Cluj-Napoca, 2020, 108 p.
- שפת אב שפת אם (Limba maternă), traducere în limba română de Marius Chelaru, Editura Timpul, Iași, 2022, 104 p.
- שפת אב שפת אם („Limba maternă”), traducere în limba germană de Christian W. Schenk, Editura Dionysos, Germania, 2022, 110 p.
- שפת אב שפת אם („Limba maternă”), ediție bilingvă tradusă în engleză de Yaara Ben David, Editura „Emda”, Israel, 2022, 195 p.
- o uncie de emotii - poema apinsa, editia fundatiei culturale Ion D. Sirbu, 2024, Petrosani, 86 p.

### Antologii de poezii
- אנתולוגיה: "עם עתיק ליריקה חדשה" („Antologie: «Un popor străvechi cu o lirică nouă»”) – o selecție de 26 de poeți israelieni traduși în limba română, ediție bilingvă, traducere de Menachem Falek, Editura Zur-Ott, Ierusalim, 2012, 56 p.
- אנתולוגיה: מולדת המשורר („Antologie: Patria poetului”) – o selecție de poeți israelieni de origine română traduși în română și de poeți români traduși în ebraică, traducere de Menachem Falek, 2015, 288 p.
- אנתולוגיה: מולדת המשורר– קסת הדמעות („Antologie: Patria poetului – Cutia lacrimilor”) – poezii despre Holocaust ale poeților israelieni traduse în limba română, ediție bilingvă, România, 2016, 210 p.
- אנתולוגיה: מלאכים עם כנפי קרח („Antologie: Îngeri cu aripi de gheață”) – o selecție de poezie românească, traducere de Menachem Falek (editat de Menachem Falek și Aviv Ekrony), Editura Eked, Tel Aviv, 2017, 220 p.
- אנתולוגיה: לא כתבתי דבר („Antologie: N-am scris nimic”) – o antologie de poezie bilingvă ebraico-română, tradusă și editată de Menachem Falek, Editura Midda, 2021, 162 p.

### Cărți traduse din ebraică în română
- Poetul cu cerneala secretă (המשורר בעל דיו הסתרים), o selecție din poemele lui Dan Pagis traduse în limba română, ediție bilingvă, Editura Mușatinii, Suceava, 2014, 144 p.
- Toate râurile (כל הנחלים), versuri de Aviv Ekrony traduse în limba română, ediție bilingvă, Editura Eked, Tel Aviv, 2015, 94 p.
- Un accident și o minune seara (תאונה ונס בערב), poeme de Itamar Yaoz-Kest traduse în limba română, Editura Eked, Tel Aviv, 2015, 54 p.
- Mai ții minte (האם אתה עדיין זוכר), o selecție din poemele lui Hamutal Bar-Yosef traduse în limba română, ediție bilingvă, Editura Mușatinii, Suceava, 2017, 173 p.
- Micrîndunic (ציפורקטן), poeme de Diti Ronen traduse în limba română, ediție bilingvă, Editura Mușatinii, Suceava, 2017, 40 p.
- În fața porții obscure (לפני השער האפל), poeme de David Vogel traduse în limba română, ediție bilingvă, Editura Mușatinii, Suceava, 2018, 153 p.
- Identități (זהויות), poezii de Edith Covensky traduse în limba română, Editura Detectiv literar, București, 2019, 84 p.
- Anii și rodiile (שנים ורימונים), poezii de Zadok Alon traduse în limba română, ediție bilingvă, Editura Mușatinii, Suceava, 2020, 121 p.
- Umblu și scriu (הולך וכותב), poezii de Avihai Kimhi traduse în limba română, ediție bilingvă, Editura Mușatinii, Suceava, 2020, 111 p.
- Poarta Milei (שער הרחמים), roman pentru tineret al scriitoarei Dorit Zilberman tradus în limba română, apărut în revista Banchetul din Petroșani, 2021.
- Vorbesc cu tine (מדברת אליך), poeme alese de Hava Pinhas-Cohen traduse în limba română, ediție bilingvă, Editura Mușatinii, Suceava, 2021, 95 p.
- Mireasa excitată (כלה קרננית), poeme alese de Anat Zagorski Springmann traduse în limba română, ediție bilingvă, Editura Midda, Israel, 2022, 65 p.
- Încă coase cuvinte (עדיין תופרת מילים), poeme alese de Debbie Saar, ediție bilingvă extinsă tradusă în limba română, Editura Midda, Israel, 2022, 93 p.
- Pe șaua timpului (על אוכף הזמן), poezii de Yaara Ben-David, ediție bilingvă tradusă în limba română, Editura Midda, Israel, 2022, 143 p.

### Cărți traduse din română în ebraică
- Áron Gáal, חֹסר בספירת מלאי (Napforduló), poezii, traducere din maghiară-română în ebraică, ediție bilingvă ebraică-română, Editura Zur-Ott, Ierusalim, 2011, 104 p.
- Veronica Balaj, מָגֵן מַשְׁלֶה (Scut iluzoriu), poezii, traducere din limba română, ediție bilingvă ebraică-română, Editura Zur-Ott, Ierusalim, 2011, 96 p.
- Veronica Balaj, ירושלים, ירושלים (Ierusalim – Jerusalem), poezii, traducere din limba română, ediție trilingvă română-engleză-ebraică, Editura Zur-Ott, Ierusalim, 2013, 140 p. + 36 p.
- Jeanette Carp, תְּשׁוּקוֹת מְכֻתָּרוֹת (Pasiuni), poezii, traducere din limba română, ediție bilingvă ebraică-română, Editura Zur-Ott, Ierusalim, 2013, 88 p.
- Marius Chelaru, תרגיל בבדידות (Exercițiu de singurătate), poezii, traducere din limba română, ediție bilingvă ebraică-română, Editura Zur-Ott, Ierusalim, 2014, 163 p.
- Ion Cocora, בתוך קינה בתריסים מוגפים (O elegie cu obloanele trase) și החיים בתוך מנעול (Viața într-un lacăt), selecție de poezii, traducere din limba română, Editura Zur-Ott, Ierusalim, 2014, 80 p.
- Adrian Suciu, הנביא העממי (Profetul popular), poezii, traducere din limba română, ediție bilingvă ebraică-română, Editura Zur-Ott, Ierusalim, 2015, 64 p.
- Dumitru Velea, אודטה (Odette), poezii, traducere din limba română într-o ediție bilingvă (90 + 90 p.), precum și într-o ediție numai în limba ebraică (90 p.), 2015
- Lucian Vasilescu, הארץ שלי, החיים שלי, האהבה שלי (Țara mea, viața mea, dragostea mea), poezii, traducere din limba română, ediție bilingvă ebraică-română, Editura Zur-Ott, Ierusalim, 2016, 116 p.
- Emil-Iulian Sude, בונה הסולמות (Scărarul), poezii, traducere din limba română, ediție bilingvă ebraică-română, Editura Zur-Ott, Ierusalim, 2017, 72 p.
- Silviu Dachin, כרטיסים ליציע (Bilet în lojă), poezii, traducere din limba română, ediție bilingvă ebraică-română, Editura Zur-Ott, Ierusalim, 2017, 120 p.
- Simona Toma, סימונה אחת (o simonă), poezii, traducere din limba română, ediție bilingvă ebraică-română, Editura Zur-Ott, Ierusalim, 2018, 112 p.
- Dumitru Velea, שיירה לעבר בבל (Convoi spre Babilon), poezii, traducere din limba română, ediție bilingvă ebraică-română, Editura Zur-Ott, Ierusalim, 2018, 108 p.
- Veronica Balaj, מחשבות ללא כתובת (Gânduri fără adresă), poezii, traducere din limba română, ediție bilingvă ebraică-română, Editura Zur-Ott, Ierusalim, 2019, 84 p.
- Aura Christi, מסלול האל (Orbita zeului), traducere din limba română, Editura Midda, Israel, 2020, 126 p.
- Marius Chelaru, כפר נטוש (Sat părăsit), traducere din limba română, ediție bilingvă, Editura Midda, 2021, 134 p.
- Ion Drăgușanul, החולצות שאחרי (Cămășile de după), traducere din limba română, ediție bilingvă, Editura Midda, 2021, 120 p.
- Christian W. Schenk, האיש עם הפירורים (Omul cu firimituri), traducere din limba română, ediție bilingvă, Editura Midda, 2022, 183 p.
- Aura Christi, גנים חמורי סבר (Grădini austere), traducere din limba română, Editura Midda, Israel, 2022, 143 p.

## Premii și distincții (listă parțială)
- Subvenția Fundației „Amos” a Casei Președintelui de stat pentru scriitori și intelectuali, Israel, 2005[3]
- Trofeul „Natiunea poeților” în memoria lui Paul Celan, în calitate de președinte al comisiei de jurizare a unui concurs de scriere pentru tineret, Suceava, România, 2008[3]
- Diploma de onoare a Asociației Scriitorilor Ebraici din Israel, 2010[3]
- Premiul de excelență în artă internațională, Fundația Internațională pentru Cultură și Artă EOS și Editura „Amon”, Ungaria, 2010[3]
- Premiul de excelență în artă internațională, la ediția a XXXII-a a Congresului Internațional de Poezie al Academiei Internaționale de Cultură și Arte, Israel, 2012[3]
- „Ambasador al Spiritualității Bucovinene în Israel”, Consiliul Județean Suceava, România, 2014[3]
- Doctor de onoare și membru de onoare al Academiei Internaționale de Științe, Artă, Cultură și Spectacole „Città di Roma”, Italia, 2015[3]
- Premiul „Călimara de cerneală”, Asociația Scriitorilor Ebraici din Israel, 2015[3]
- Premiul european pentru promovarea culturii bucovinene în lume, 2015[3]
- „Certificat de excelență” pentru opera literară din partea asociației „Argothica”, Sibiu, România, 2016[6]
- „Certificat de excelență” pentru opera literară din partea Asociației „Antares”, Galați, România, 2017
- Certificat de Onoare în cadrul evenimentelor organizate cu ocazia sărbătoririi a 70 de ani de existență a statului Israel, pentru traduceri, poezie și cărți bilingve, din partea Institutului Cultural Român, Editura Sega și a Uniunii Jurnaliștilor și Intelectualilor de Limba Română din Israel, mai 2018
- Premiul național „Tudor Arghezi” pentru promovarea operei marelui poet român acordat de Consiliul Județean Gorj prin Centrul Județean pentru Conservarea și Promovarea Culturii Tradiționale Gorj, la ediția a XXXIX-a a Festivalului Internațional de Literatură „Tudor Arghezi”, desfășurat la Tg-Jiu, România, 2019[7]
- Premiul „Ciprian Chirvasiu”  pentru servicii aduse poeziei românești, Asociația Culturală Direcția 9, București, 2019[8]
- Premiul revistei Contemporanul și a Fundației Culturale Ideea Europeană pentru activitatea sa de ambasador al culturii române în Țara Sfântă, un proiect al Ministerului Culturii din România, Tel Aviv, 2022[9][10]
- Diploma, Premiul Dora d'ISTRIA pentru traducere pe anii 2022-2023